# Puesto Avanzado de Abastecimiento de Armamento y Combustible

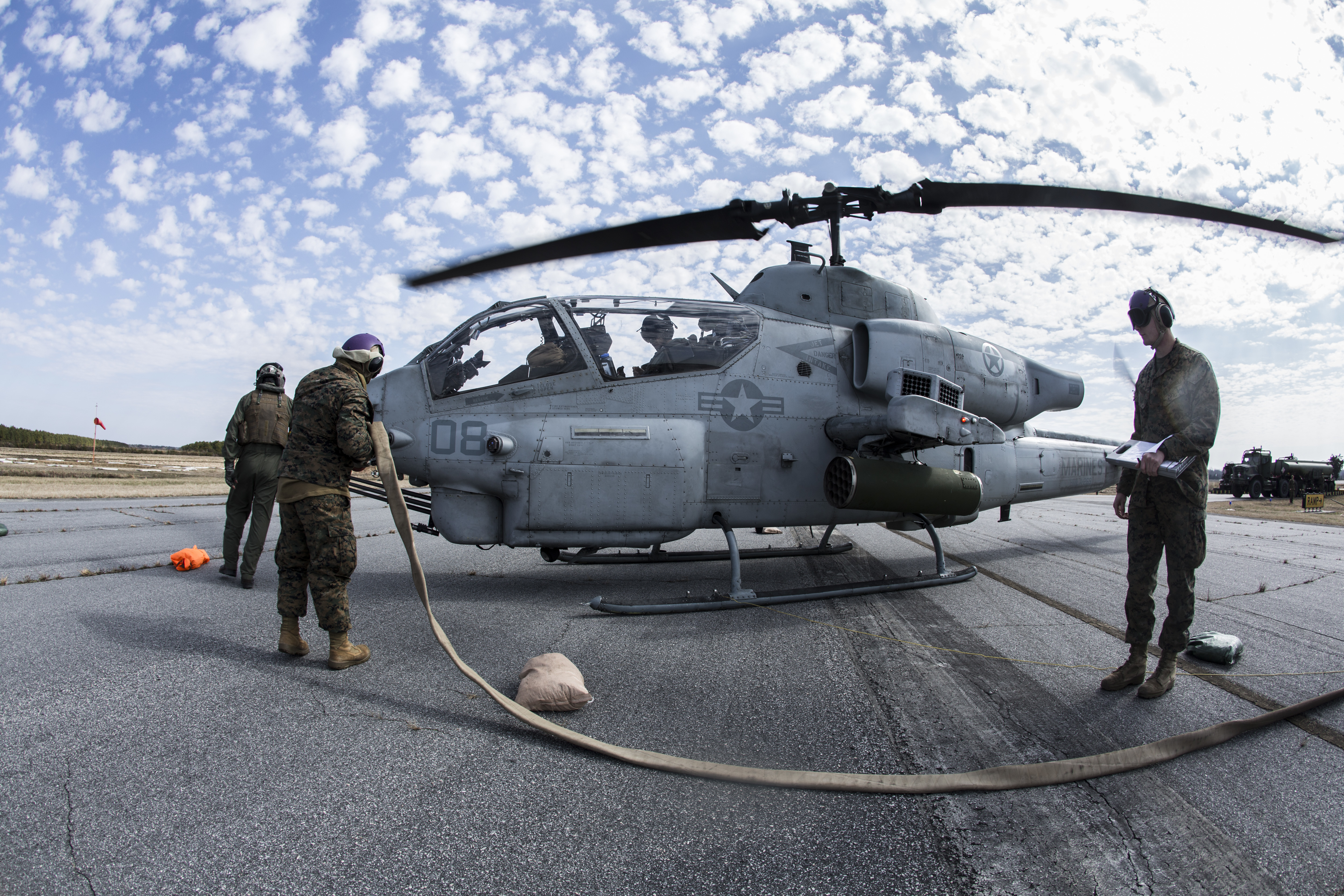
Un helicóptero de ataque Bell AH-1 SuperCobra repostando combustible de aviación en un puesto avanzado de abastecimiento de armamento y combustible.

Un Puesto Avanzado de Abastecimiento de Armamento y Combustible (PAAAC) es una base temporal avanzada cercana a la línea del frente o una base cercana a una área de operaciones alejada de la base aérea principal habitual.

## Definición

### Departamento de Defensa de los Estados Unidos
El Departamento de Defensa de los Estados Unidos, define a un PAAAC como una instalación temporal, organizada, equipada y desplegada para proporcionar combustible de aviación y municiones necesarias para el empleo de unidades de aviación militar en combate.

### Ministerio de Defensa del Reino Unido

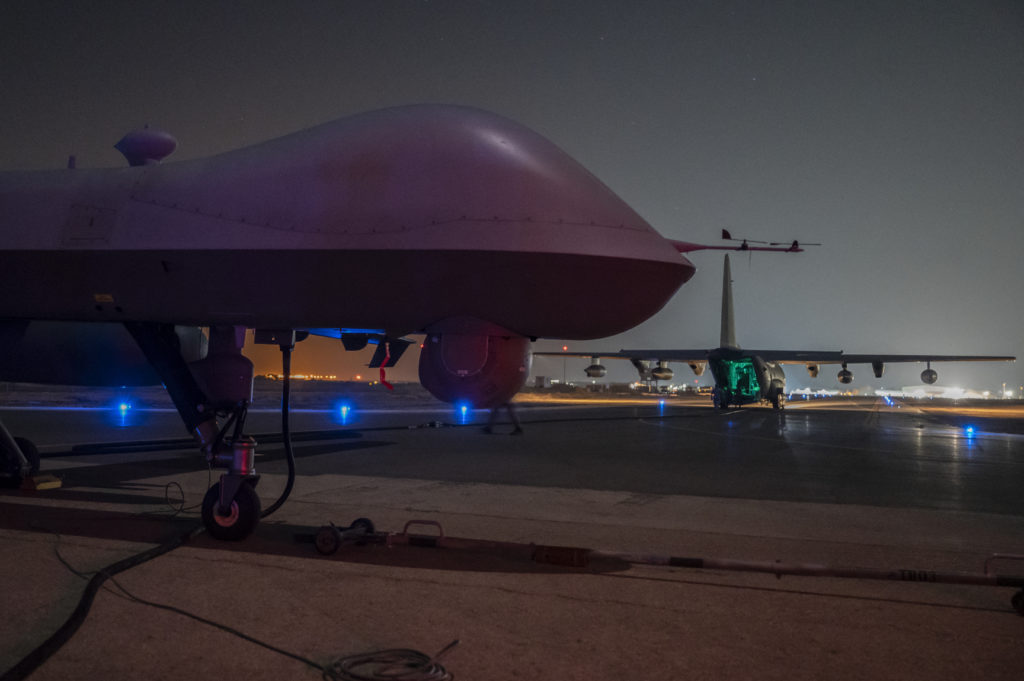
Un VANT General Atomics MQ-9 Reaper repostando combustible de aviación en un puesto avanzado de abastecimiento de armamento y combustible.

El Ministerio de Defensa del Reino Unido define a un PAAAC como una instalación temporal organizada, equipada y desplegada por un comandante de una fuerza aliada de helicópteros de combate, para proporcionar el combustible y la munición necesarios para el empleo de unidades de helicópteros militares.

### OTAN
PAAAC es un término de la OTAN para definir a un área donde las aeronaves (normalmente aviones y helicópteros armados) pueden repostar y rearmarse en una base temporal más cercana a su área de operaciones, cuando su base principal se encuentra lejos de dicha área, esta distancia más reducida permite un tiempo de respuesta más rápido durante las operaciones llevadas a cabo para proporcionar apoyo aéreo cercano a las fuerzas aliadas en el campo de batalla.

## Ubicación
Las PAAAC suelen ser una instalaciones temporales y transitorias, especialmente si la línea del frente cercana al campo de batalla es muy móvil, o si existe una gran amenaza de ser atacados por los aviones de ataque a tierra, los bombarderos o la artillería autopropulsada enemiga. La PAAAC normalmente está ubicada en el área de batalla principal, funciona como una base de apoyo avanzado a la fuerza aliada de helicópteros militares.